# جيمس بي. أ. روبرتسون
جيمس بي. أ. روبرتسون (بالإنجليزية: James B. A. Robertson)‏ هو قاضي ومحامي أمريكي، ولد في 15 مارس 1871 في مقاطعة كيوكوك في الولايات المتحدة، وتوفي في 7 مارس 1938 في أوكلاهوما سيتي في الولايات المتحدة بسبب سرطان.